# Erdmann Spies
Erdmann Spies (18. listopadu 1862 Odolenovice – 21. května 1938 Odolenovice) byl československý politik německé národnosti a meziválečný senátor Národního shromáždění za Německý svaz zemědělců (německá agrární strana, BdL).

## Biografie
Politicky aktivní byl již za Rakouska-Uherska. Angažoval se na četných úrovních v politice. V rodných Odolenovicích zasedal v obecní radě, byl členem okresního zastupitelstva pro okres Bečov nad Teplou a zástupcem v zemské zemědělské radě. V zemských volbách roku 1908 byl zvolen na Český zemský sněm za kurii venkovských obcí, obvod Karlovy Vary, Loket, Bečov. Uvádí se jako německý agrárník.
Ve volbách do Říšské rady roku 1907 se stal poslancem Říšské rady (celostátní parlament), kam byl zvolen za okrsek Čechy 119. Usedl do poslanecké frakce Německý národní svaz (Deutscher Nationalverband), v jejímž rámci byl členem Německé agrární strany. Opětovně byl zvolen za týž obvod i ve volbách do Říšské rady roku 1911 a ve vídeňském parlamentu setrval do zániku monarchie.
V letech 1918–1919 byl členem Provizorního národního shromáždění Německého Rakouska (Provisorische Nationalversammlung für Deutschösterreich), tedy státního útvaru, do kterého se v rámci práva na sebeurčení neúspěšně pokoušeli integrovat i etničtí Němci z českých zemí.
V parlamentních volbách v roce 1920 získal za Německý svaz zemědělců (BdL) senátorské křeslo v Národním shromáždění Československé republiky. Mandát obhájil v parlamentních volbách v roce 1925 a parlamentních volbách v roce 1929. Senátorem byl do roku 1935. Profesí byl rolníkem v obci Odolenovice. V roce 1926 pronesl projev při odhalování pomníku obětem první světové války v obci Radyně.